# Saludos Amigos
Saludos Amigos è un film d'animazione del 1942 diretto da Bill Roberts, Hamilton Luske, Jack Kinney e Wilfred Jackson. È un mediometraggio d'animazione collettivo prodotto da The Walt Disney Company e distribuito da RKO Radio Pictures. È il 6º Classico Disney, nonché il primo di sei film collettivi prodotti dallo studio Disney negli anni quaranta.
Ambientato nell'America Latina, è composto da quattro segmenti diversi; Paperino è protagonista di due di essi, e Pippo di uno. Presenta inoltre la prima apparizione di José Carioca, il pappagallo brasiliano. Saludos Amigos fu abbastanza popolare da far decidere a Walt Disney di fare un altro film sull'America Latina, I tre caballeros, prodotto due anni dopo. Saludos Amigos debuttò a Rio de Janeiro il 24 agosto 1942, negli Stati Uniti il 6 febbraio 1943, e in Italia il 19 settembre 1946. Raccolse recensioni discordanti, e negli USA fu riedito una sola volta, nel 1949, quando venne proiettato insieme alla prima riedizione di Dumbo.
Il film ispirò anche il fumettista cileno René Ríos Boettiger nella creazione di Condorito, uno dei più onnipresenti personaggi dei cartoni animati dell'America Latina. Ríos percepì che il personaggio di Pedro, un piccolo aereo incapace, era un affronto ai cileni, e creò un fumetto che avrebbe potuto presumibilmente rivaleggiare con i personaggi dei fumetti Disney.
Il mediometraggio ricevette tre nomination agli Oscar nel 1944: migliore colonna sonora, migliore canzone (Saludos Amigos) e miglior sonoro (C. O. Slyfield).

## Trama
Questo film presenta quattro diversi segmenti, diretti da Bill Roberts, Hamilton Luske, Jack Kinney e Wilfred Jackson, ognuno dei quali inizia con varie clip degli artisti Disney in giro per il Paese, disegnando vignette di alcuni degli scenari e culture locali, che descrivono fuori campo.

### Episodi

#### Paperino visita il Lago Titicaca
Nel primo segmento diretto da Bill Roberts, che non gioca sui contrasti di gag scritte da Homer Brightman e Roy Williams, il turista Paperino visita il Lago Titicaca e incontra alcuni degli abitanti del luogo, nonché un ostinato lama. Gli animatori risultano Milt Kahl, che si occupa del lama, Milt Neil dei popolani, Bill Justice di Paperino e Joshua Meador che in particolare lavorò agli effetti speciali, ma non solo: tra gli altri anche Mary Blair per la stilizzazione, Hugh Hennesy, Art Riley e Dick Anthony per le scenografie e gli sfondi del cartone. Uscì indipendentemente nel 1955.

#### Pedro
Pedro vede come protagonista, omonimo, un piccolo aereo cileno, che si impegna nel suo primo volo per prelevare la posta aerea da Mendoza, con alcune difficoltà fra cui una bufera scatenata dall'Aconcagua, la montagna più alta del Sud America. Questo secondo segmento, con l'ottima regia di Hamilton Luske con una sceneggiatura firmata da Bill Cottrell, Dick Huemer e Joe Grant (che per trama assomiglia un po' a Volo di notte di Antoine de Saint Exupéry) venne poi distribuito nei cinema statunitensi come un corto indipendente, il 13 maggio 1955 dalla RKO Radio Pictures. Deluso da Pedro come immagine che il mondo esterno ha del Cile, il fumettista René Ríos Boettiger (Pepo) iniziò uno dei giornali a fumetti latino-americani più famosi: Condorito. Gli animatori risultano adesso Bill Tytla, Fred Moore, Ward Kimball e Joshua Meador che ancora una volta lavorò agli effetti speciali, ma non solo: tra gli altri anche Ken Anderson, Art Riley e Dick Anthony per le scenografie e gli sfondi del cartone.

#### El Gaucho Goofy
Nel terzo segmento di Jack Kinney, che in questo caso affida a Ralph Wright ed Harry Reeves la storia, il cowboy americano Pippo viene portato misteriosamente alla pampa argentina per imparare le vie del nativo gaucho. Questo segmento è stato in seguito modificato nell'edizione in DVD per rimuovere una breve scena in cui Pippo cowboy sta fumando una sigaretta. Divertenti come sempre l'animazione di Wolfgang Reitherman, Hugh Fraser, John Sibley, gli effetti speciali di Andy Engman, le scenografie di Al Zinnen e gli sfondi di Al Dempster. Uscì indipendentemente nel 1955.

#### Aquarela do Brasil
Aquarela do Brasil (o "Acquerello dal Brasile"), il finale del film diretto da Wilfred Jackson, con una trama scritta da Ted Sears e Jim Bodrero, inizia con un pittore che dipinge vedute del Brasile, colorandole e dando loro vita, quindi coinvolge un nuovo personaggio, José Carioca, che mostra a Paperino il Sud America introducendolo al samba (sulle note di Aquarela do Brasil e Tico-Tico no Fubá). Come il primo, anch'esso uscì nel 1955.

## Produzione
Nei primi mesi del 1941, prima dell'entrata degli Stati Uniti nella seconda guerra mondiale, il Dipartimento di Stato degli Stati Uniti d'America commissionò un tour di cortesia della Disney all'America Meridionale, destinato alla creazione di un film come parte della politica di buon vicinato, poiché molti governi dell'America Latina avevano stretti legami con la Germania nazista,e il governo degli USA voleva contrastare quei legami. La Disney fu scelta poiché Topolino e altri suoi personaggi erano molto popolari nell'America Latina, e Walt Disney agì in qualità di ambasciatore. Il tour, facilitato da Nelson Rockefeller, che era stato recentemente nominato coordinatore degli affari inter-americani (CIAA), portò Disney e una ventina di compositori, artisti, tecnici, ecc. dal suo studio in Sud America, soprattutto in Brasile e Argentina ma anche in Cile e Perù.

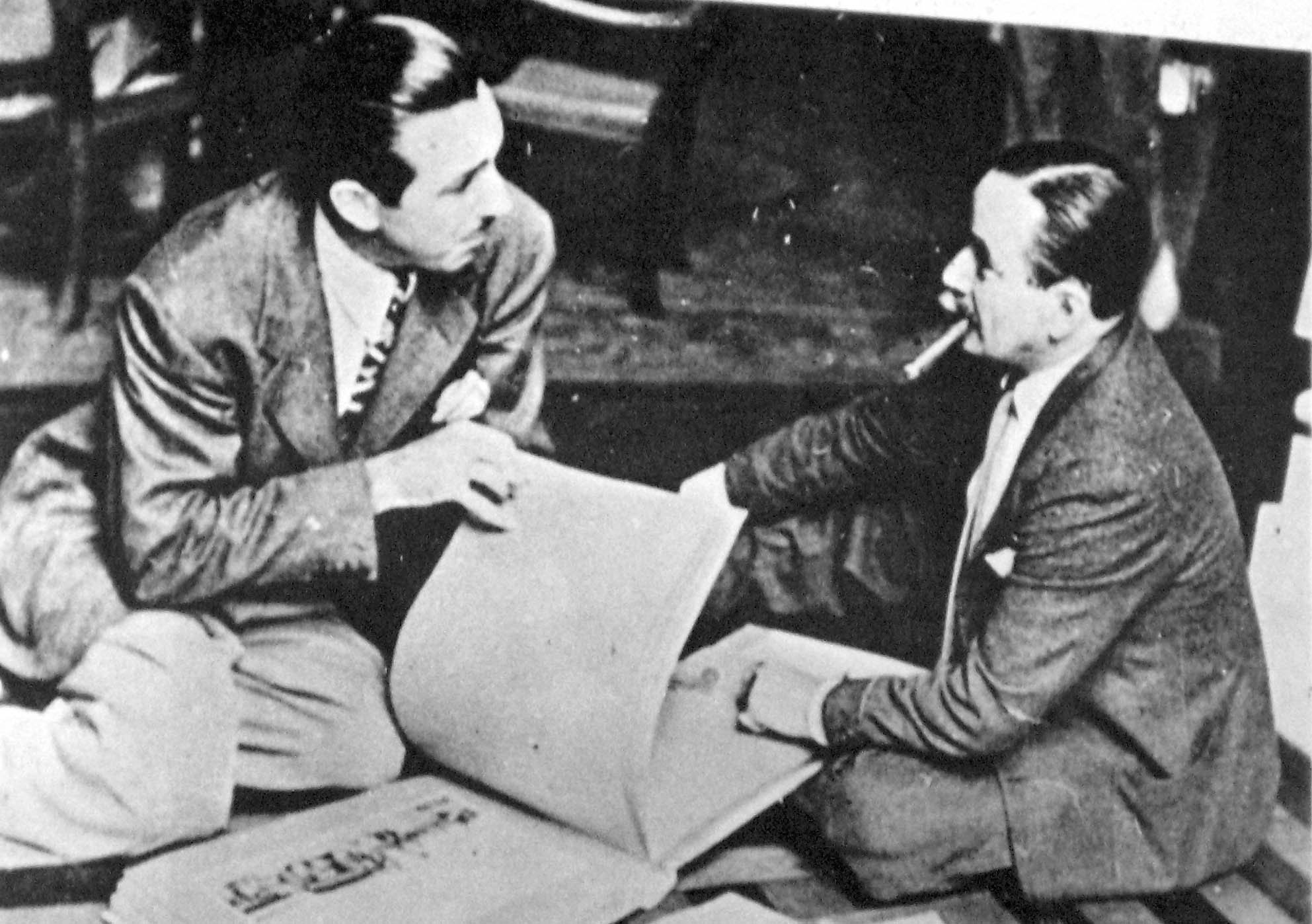
Walt Disney durante la produzione di Saludos Amigos in Argentina con il disegnatore Molina Campos

Al mediometraggio vennero date garanzie sui prestiti federali. Queste erano necessarie perché lo studio Disney si era esteso poco prima che i mercati europei gli venissero chiusi a causa della guerra, e perché Disney al momento era alle prese con disordini lavorativi (tra cui uno sciopero che era in corso al momento dell'inizio del viaggio di cortesia).
Il mediometraggio include sequenze documentarie live-action con filmati delle città moderne dell'America Latina con grattacieli e residenti vestiti alla moda. Questo sorprese molti spettatori statunitensi contemporanei, che associavano tali immagini solo alle città americane ed europee, e contribuì a un cambiamento di impressione dell'America Latina. Lo storico del cinema Alfred Charles Richard Jr. ha affermato che Saludos Amigos «ha fatto di più per cementare una comunità di interessi tra i popoli delle Americhe in pochi mesi di ciò che il Dipartimento di Stato aveva fatto in cinquant'anni.»

## Colonna sonora
La colonna sonora originale del mediometraggio fu composta da Edward Plumb, Paul J. Smith e Charles Wolcott. La canzone del titolo, Saludos Amigos, venne scritta per il film da Charles Wolcott e Ned Washington. Il film inoltre contiene il brano Aquarela do Brasil, scritto dal popolare cantautore brasiliano Ary Barroso e interpretato da Aloysio de Oliveira, e una versione strumentale di Tico-Tico no Fubá, scritto da Zequinha de Abreu. Aquarela do Brasil fu scritto e rappresentato la prima volta nel 1939, ma non ottenne molto successo inizialmente. Tuttavia, dopo essere comparso in questo film diventò un successo internazionale, diventando la prima canzone brasiliana a essere stata trasmessa più di un milione di volte alla radio americana.

### Album
La colonna sonora del film venne pubblicata dalla Decca Records nel 1944 come un insieme di tre singoli su 78 giri.

#### Tracce
1. Saludos Amigos
2. Inca Suite
3. Brazil ("Aquarela do Brasil")
4. Argentine Country Dances
5. Tico-Tico
6. Pedro from Chile

## Distribuzione

### Data di uscita
Le date di uscita internazionali sono state:
- 24 agosto 1942 in Brasile (Alô, Amigos)
- 6 ottobre in Argentina
- 6 febbraio 1943 negli USA
- 15 febbraio nel Regno Unito
- 13 giugno in Grecia
- 10 febbraio 1944 in Australia
- 8 aprile in Portogallo (Olá, Amigos!)
- 21 agosto in Spagna
- 18 marzo 1946 in Svezia (Kalle Anka och Långben i Sydamerika)
- 19 settembre in Italia
- 11 febbraio 1947 in Francia (Saludos amigos)
- 14 aprile in Belgio
- 18 dicembre a Hong Kong
- 27 agosto 1948 nei Paesi Bassi
- 18 giugno 1949 in Danimarca e Norvegia
- 15 novembre 1951 nelle Filippine
- 17 marzo 1953 in Germania Ovest (Drei Caballeros im Sambafieber e Grüß' Euch)
- 17 aprile in Finlandia (Oppitunti)
- 26 marzo 1954 in Austria
- 15 marzo 1957 in Giappone (Raten America no tabi)
- 31 ottobre 1959 in Corea del Sud

### Edizione italiana
Nell'edizione italiana i doppiatori di José Carioca e Paperino sono gli stessi dell'edizione originale (cambia solo il narratore). La stessa cosa si ripeterà per I tre caballeros. Il film venne riedito in Italia nel febbraio 1961.

### Edizioni home video

#### VHS
La prima edizione VHS uscì in Italia nel settembre 1982, e fu ristampata nel settembre 1990. L'ultima edizione VHS uscì il 1º marzo 2004, senza la scena in cui Pippo fuma una sigaretta.

#### DVD
La prima edizione DVD del film uscì il 1º marzo 2004. È stata rimossa la scena in cui Pippo fuma una sigaretta. Il 4 novembre 2015 torna a essere disponibile all'interno della raccolta I Classici Disney.

## Riconoscimenti
- 1943 - National Board of Review
  - Miglior documentario